# Nikola Vojinović
Nikola Vojinović (serbisch-kyrillisch Никола Војиновић; * 26. Juni 1972 in der SFR Jugoslawien) ist ein serbischer Handballtrainer und ehemaliger Handballspieler. Seine Spielposition war der mittlere Rückraum.

## Spielerlaufbahn

### Verein
Nikola Vojinović spielte für den RK Roter Stern Belgrad, mit dem er 1996, 1997 und 1998 die jugoslawische Meisterschaft sowie 1995 und 1996 den jugoslawischen Pokal gewann. Im Sommer 1998 wechselte der Spielmacher zum französischen Erstligisten Paris-Asnières (ab 2002 Paris Handball). Mit Paris erreichte er das Finale in der Coupe de France 2001. Ab 2005 stand er beim französischen Zweitligisten Saint-Raphaël Var Handball unter Vertrag. In der Saison 2007/08 gelang ihm der Aufstieg in die erste Liga.

### Nationalmannschaft
Mit der Nationalmannschaft der Bundesrepublik Jugoslawien belegte Vojinović bei der Europameisterschaft 1998 den fünften Platz, dabei kam er in einem Spiel zum Einsatz. Bei der Weltmeisterschaft 2003 erreichte er den achten Rang.

## Trainerlaufbahn
Nach dem Ende seiner Spielerlaufbahn wurde er Trainer im Nachwuchsbereich von Saint-Raphaël Var.

## Privates
Sein Sohn Mihajlo spielt ebenfalls Handball.